# Tobias Schweinsteiger
Tobias Schweinsteiger (Rosenheim, 12 de março de 1982) é um ex-futebolista alemão que atuava como meia-atacante. Atualmente é auxiliar-técnico do Nürnberg.

## Carreira
Irmão mais velho do também ex-jogador Bastian Schweinsteiger, Tobias jogou boa parte de sua carreira no Unterhaching - em 2 passagens pelo clube, foram 99 jogos e 25 gols marcados. Defendeu também SV Nußdorf, Falke Markt Schwaben, Jahn Regensburg (times B e principal), FC Ismaning, VfB Lübeck, Eintracht Braunschweig e Bayern de Munique II, pelo qual se aposentou em 2014, em decorrência de lesões.
Entre 2015 e 2018, foi auxiliar-técnico do Bayern II, e na temporada 2019–20 exerceu a função no Hamburgo.